# In Their Skin
In Their Skin, também conhecido em alguns países como Replicas (bra: Em Sua Pele) é um filme de suspense canadense de 2012 sobre violação de domicílio, dirigido por Jeremy Power Regimbal e estrelado por Selma Blair, Joshua Close, Rachel Miner e James D'Arcy. O filme foi lançado nos Estados Unidos pela IFC Films e no Canadá pela Kinosmith.
O filme é sobre uma família em luto que foge para sua casa de campo para se reconectar. Lá, eles são aterrorizados por vizinhos com uma agenda sádica.

## Sinopse
Uma família escapa de seus estilos de vida ocupados para sua luxuosa casa suburbana. O casal  Mary Hughes (Selma Blair) e Mark Hughes (Joshua Close) um advogado, tem um filho de 8 anos, Brendon Hughes (Quinn Lord), mas lamentam pela perda da filha de 6 anos, Tess, recém-morta, que morreu em um acidente. Eles também têm um cachorro chamado Harris.
Uma noite, enquanto caminhavam, eles se deparam com um veículo, aparecendo como se estivessem sendo observados. No dia seguinte, eles encontram seus vizinhos, Jane Sakowski (Rachel Miner), Bobby Sakowski (James D'Arcy) e seu filho de 9 anos, Jared Sakowski (Alex Ferris), convidando-os para o almoço da tarde.
Naquela tarde, o clima se torna inquietante quando os Sakowskis bombardeiam os Hughes com perguntas intermináveis sobre suas vidas e ficam de fora de suas boas-vindas, invejando sua vida "perfeita" e rica. Depois que Brendon convida Jared para seu quarto para derrotá-lo em um jogo, Jared o ameaça com uma faca no pescoço. Isso coloca pânico em Brendon, que foge para alertar seus pais. Jared finge aos pais que foi socado por Brendon, ao que Brendon nega. Depois que Mary encontra marcas no pescoço de Brendon, os Hughes dispensam os Sakowskis.
Mark está furioso com o que encontraram. Ele quebra um vaso de flores dado a ele por Jane, que é testemunhado por seu marido Bobby através da janela da cozinha. Quando seu cão, Harris, parte para a floresta para um passeio, os Hughes ouvem o cachorro levar um tiro e vêem um atirador emergir. Eles mudam para o modo de defesa e Mark arma a si mesmo, enquanto Mary procura seu telefone para chamar a polícia. Mark logo descobre que seu veículo da família tem seus pneus furados. Ao sair, ele vê Jared, que lhe diz que Bobby está enterrando o cachorro. Jared foge depois de usar pedras para quebrar duas janelas da casa dos Hughes e quase acerta Mark com uma também. Mark dá sua arma para Mary e instrui ela e Brendon a se trancarem no banheiro enquanto ele sai para procurar seu cão.
Pegando uma faca de cozinha, Mark procura pela floresta, mas ele é capturado por Bobby e devolvido para a casa onde o resto dos membros de Sakowski aparecem. Bobby, carregando uma espingarda, manipula Mary e Brendon para fora do banheiro, pegando a arma de Mary. Mary implora para cuidar de Jane se deixarem sua família se soltar. No entanto, Jane admite à família que Jared é seu irmão mais novo e eles foram removidos de uma vida familiar sombria por Bobby, cuja esposa morreu de câncer, como Jane se recusa a traí-lo. Bobby também revela que criou sua família em uma carroça e planeja assumir a vida dos Hughes.
Abruptamente, o irmão de Mark, Toby (Matt Bellefleur), aparece na cabana. Os Hughes e Sakowskis colocaram um ato pretensioso de harmonia. Jared mantém Brendon como refém lá em cima. Depois de uma reunião estranha com os Sakowskis, Toby vai pegar suas malas no carro, e Bobby atira na cabeça dele, deixando Mark e Mary assustados. Os Sakowskis tomam o controle da casa, ordenando Mark e Mary por perto, forçando-os a fazer sexo na frente deles. Como Mary é forçada a sexo não penetrativo em cima de Bobby, ela o esfaqueia com uma faca, tornando-o fraco. Os Hughes ganham o controle, mas Jared ameaça Brendon na ponta da arma. Mais tarde, Mark pega sua arma de Jared. Um Bobby enfraquecido diz que quer viver a vida da perfeição, mas Mark revela que sua família não é perfeita e que ele matou sua filha em um acidente. Enquanto Bobby tenta atacá-lo, Mark atira nele. Mark consola sua família, e o resto dos Sakowskis são levados sob custódia pela polícia. Na cena final, Mark e Mary são entrevistados, mostrando que se aproximaram como um casal.

## Elenco
- Selma Blair como Mary Hughes
- Joshua Close como Mark Hughes
- Rachel Miner como Jane Sakowski
- James D'Arcy como Bobby Sakowski
- Quinn Lord como Brendon Hughes
- Alex Ferris como Jared Sakowski
- Leanne Adachi como the Medic
- Matt Bellefleur como Toby
- Allie Bertram como Bridget
- Agam Darshi como enfermeira
- Brett Delaney como homem nos faróis
- Debbe Hirata como terapeuta
- Terence Kelly como atendente da estação

## Produção
As filmagens ocorreram em Fort Langley, Colúmbia Britânica.

## Recepção crítica
In Their Skin recebeu críticas mistas de críticos de cinema. Em 21 de março de 2013, o Rotten Tomatoes relatou que 40% dos críticos deram críticas positivas ao filme, com uma pontuação média de 5,1/10, com base em uma amostra de 10 críticas.

## Premiações
| Ano  | Prêmio             | Categoria                                               | Destinatário | Resultado | Ref.  |
| ---- | ------------------ | ------------------------------------------------------- | ------------ | --------- | ----- |
| 2013 | Young Artist Award | Melhor performance de longa-metragem - ator coadjuvante | Alex Ferris  | Indicado  | [ 5 ] |